# Su-Chen Christine Lim
Su-Chen Christine Lim (n. 1948) escritora y dramaturga de Singapur con ascendencia china. Se licenció en la Universidad Nacional de Singapur y trabaja en el ministerio de educación. Fue la primera escritora singapurense en ganar el Singapore Literature Prize por su novela Fistful of Colours.

## Obra
- Rice Bowl (1984)
- The Amah: a Portrait in Black and White (1986)
- Gift from the Gods (1990)
- Fistful of Colours (1992)
- Bit of Earth (2000)
- Hua Song: Stories of the Chinese Diaspora (2005)

- Datos: Q7630298